# Bachchor Salzburg

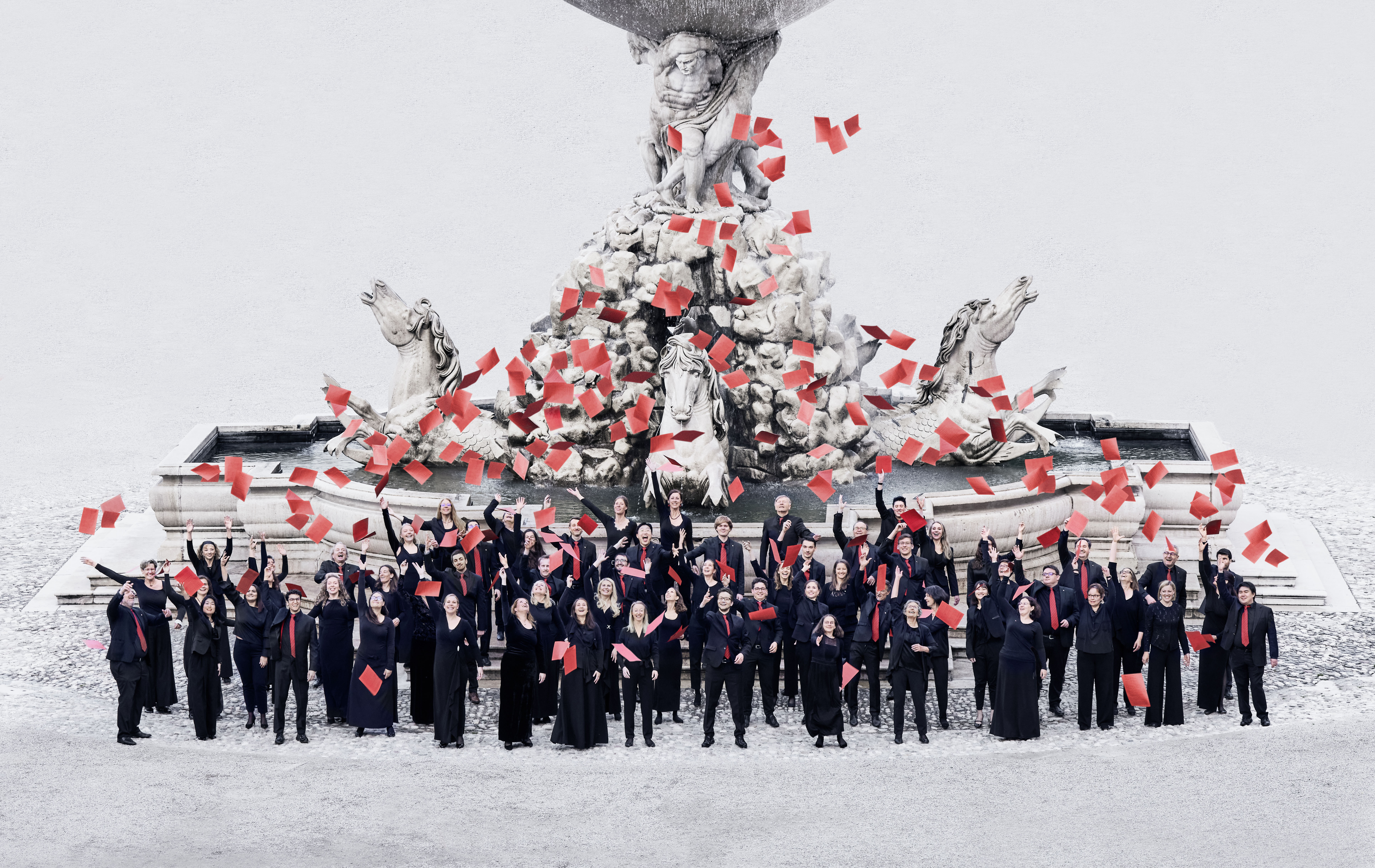
Bachchor Salzburg (2022)

Der Bachchor Salzburg ist ein 1983 gegründeter Salzburger Chor. Künstlerischer Leiter ist seit 2025 Michael Schneider.

## Geschichte

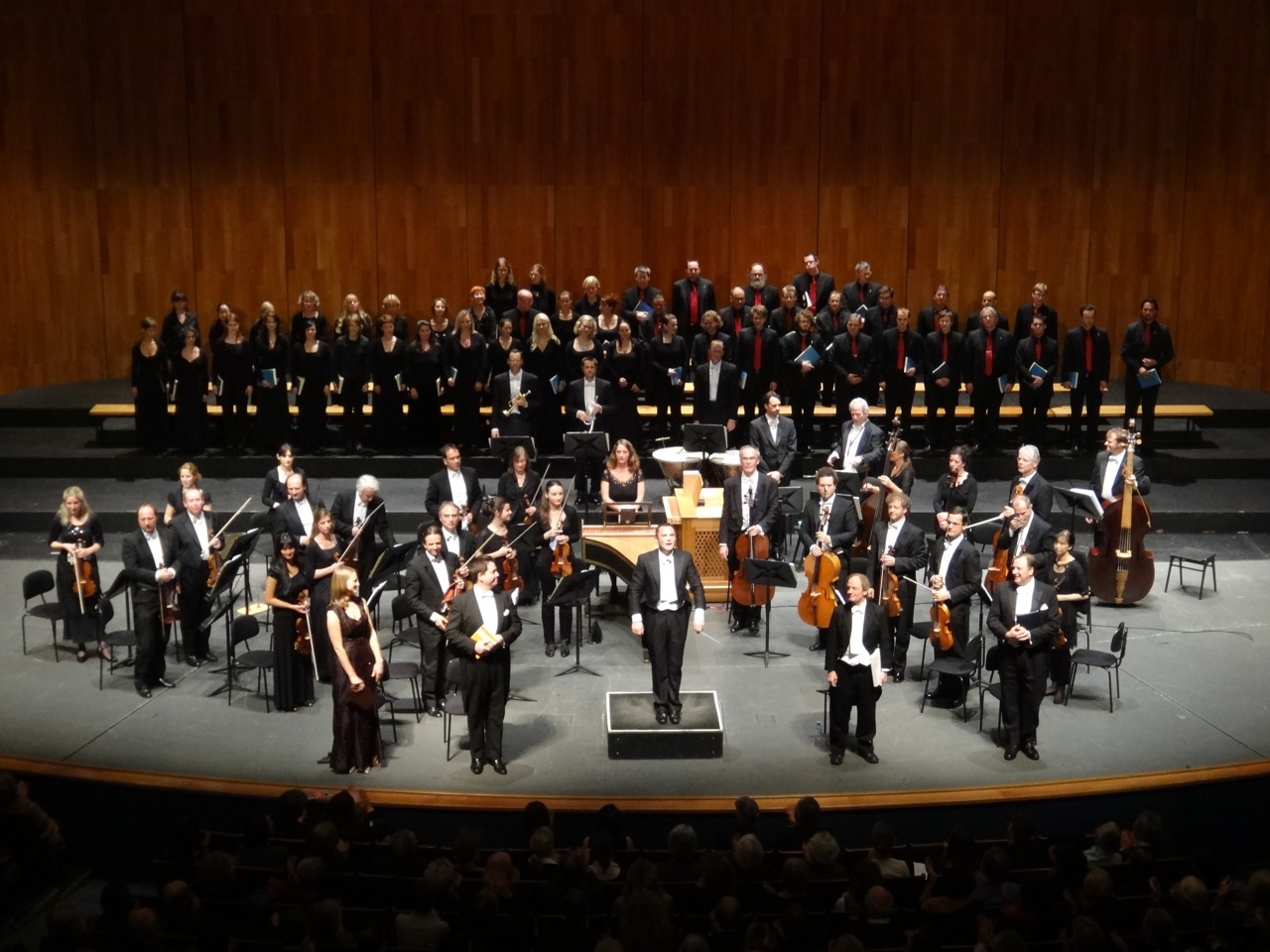
Auftritt im Großen Festspielhaus mit dem Mozarteumorchester, Dirigent: Matthew Halls

1983 von Albert Hartinger als Chor der Salzburger Bachgesellschaft gegründet, ist der Bachchor Salzburg seit 1988 eigenständig tätig. 1988 erfolgte auch die Gründung als gemeinnütziger Verein. Unter seinem ersten Künstlerischen Leiter Howard Arman etablierte sich der Chor zum international anerkannten Klangkörper.
Der Bachchor Salzburg tritt regelmäßig bei der Internationalen Mozartwoche, den Salzburger Festspielen zu Ostern, zu Pfingsten und im Sommer sowie bei der Salzburger Kulturvereinigung auf und war mehrfach Gast der Salzburger Bachgesellschaft. Des Weiteren gastierte der Chor unter anderem im Konzerthaus Berlin, im Goldenen Saal des Wiener Musikvereins, bei den Händelfestspielen Halle und Göttingen, beim Musikfest Bremen, im Festspielhaus Baden-Baden, im Festspielhaus St. Pölten, im Rosengarten Mannheim, beim Mozartfest Würzburg sowie in Griechenland (Megaron Athen), Rumänien (Enescu-Festival Bukarest), im Concertgebouw Amsterdam, in der Türkei (Kulturzentrum Lütfi-Kirdar Istanbul), in Spanien (Cervantes-Theater und Kathedrale Málaga), in Frankreich, Italien und in der Schweiz.
Der Chor arbeitet regelmäßig mit renommierten Orchestern zusammen, darunter das Mozarteumorchester Salzburg, die Camerata Salzburg, das Freiburger Barockorchester, die Wiener Philharmoniker, das Radio-Symphonieorchester Wien, das Tonkünstler-Orchester Niederösterreich und Les Musiciens du Louvre unter der Leitung von Dirigenten wie zum Beispiel Roger Norrington, Leopold Hager, Michael Gielen, Hans Graf, Marc Minkowski, Yannick Nézet-Séguin, Trevor Pinnock, Kirill Petrenko, Ingo Metzmacher, Andrés Orozco-Estrada, Helmuth Rilling, Christian Thielemann und Teodor Currentzis. Eine besondere Verbindung besteht durch eine große Zahl von Aufführungen und einige CD-Einspielungen zu Ivor Bolton und dem Mozarteumorchester.
2019 begründete der Bachchor Salzburg unter dem Titel „Chorage®“ eine eigene Konzertreihe, mit der er auch innerhalb Österreichs sowie auf Konzertreisen im Ausland gastiert. Zu seinem vierzigjährigen Bestandsjubiläum 2024 erteilte der Chor Kompositionsaufträge an Mark Simpson, Konstantia Gourzi und Jukka Linkola.
Es liegt eine umfangreiche Diskografie vor, die CD Rejoice mit Werken für Chor und Orgel (2018) wurde mit dem Pasticcio-Preis von Ö1 ausgezeichnet.

## Repertoire
Das Repertoire des Chores umfasst sowohl Kammermusik als auch große Chor-Orchester-Werke durch sämtliche Epochen der Musikgeschichte. Darüber hinaus ist der Bachchor regelmäßig in Opernproduktionen der großen Salzburger Festivals auf der Bühne zu sehen.
Fixpunkte im Konzertjahr des Salzburger Bachchores sind die traditionelle Aufführung von Mozarts Messe c-Moll KV 417 während der Salzburger Festspiele sowie dessen Requiem KV 626 im Rahmen des Festivals Dialoge der Internationalen Stiftung Mozarteum um Mozarts Todestag. Der Chor wurde unter anderem im Rahmen dieses Festivals mehrfach mit Aufführungen zeitgenössischer Werke – unter anderem Uraufführungen von Georg Friedrich Haas – beauftragt. Im Rahmen der Internationalen Mozartwoche war der Chor an Aufführungen von Mozarts Kantate Davide penitente (2015) und dem Requiem (2017) zusammen mit den Musiciens du Louvre und der Académie équestre du Versailles beteiligt. 2019 folgte die szenische Umsetzung von Thamos, König in Ägypten in der Felsenreitschule durch das spanische Künstlerkollektiv La Fura dels Baus.

## Künstlerische Leiter

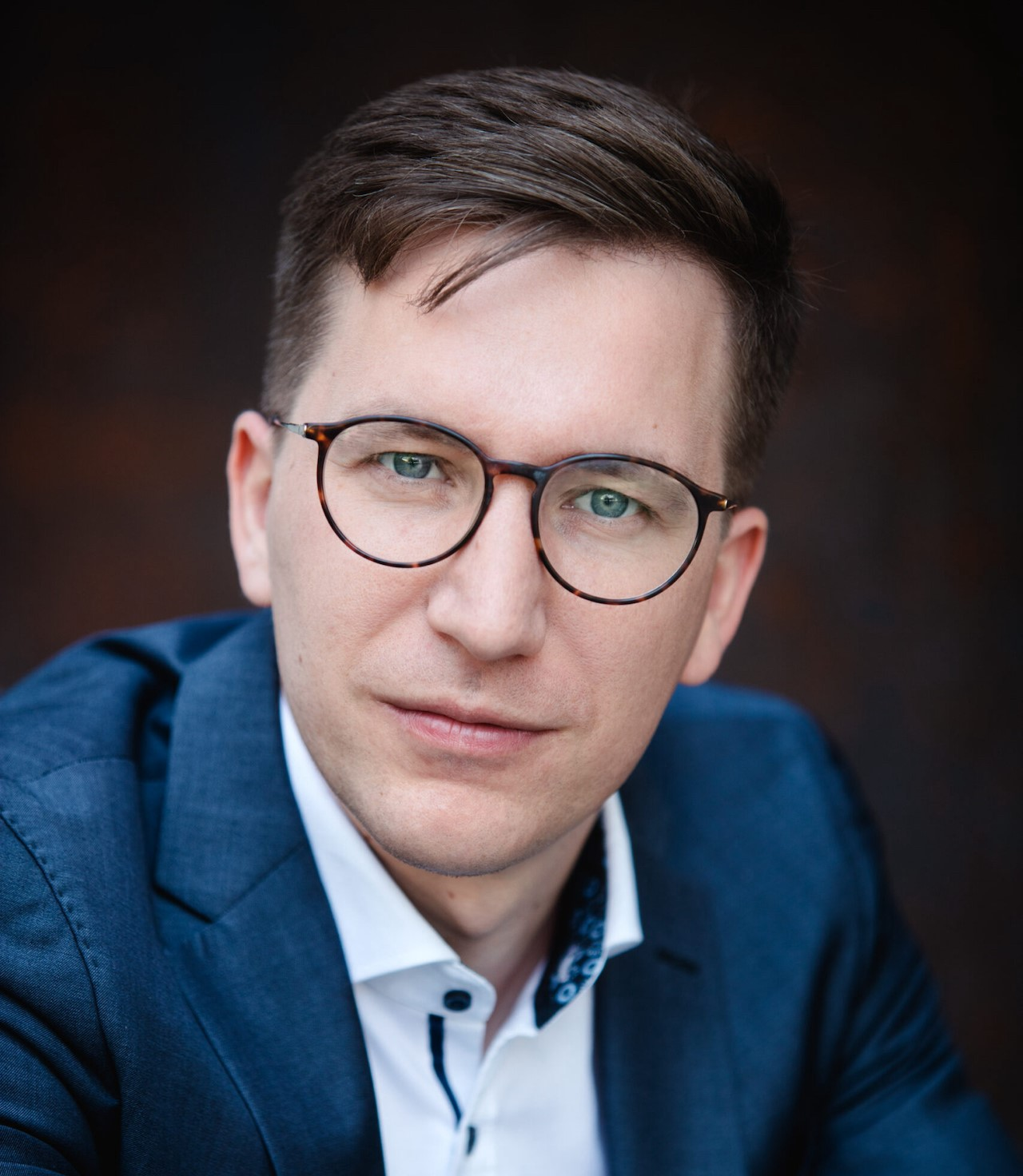
Michael Schneider, Künstlerischer Leiter seit 2025

- 1983–2000: Howard Arman
- 2003–2020: Alois Glaßner
- 2022–2024: Benjamin Hartmann
- seit 2025: Michael Schneider[1]

## Szenische Auftritte (Auswahl)
- Internationale Mozartwoche 1993: Lucio Silla von Wolfgang Amadeus Mozart im Kleinen Festspielhaus (Regie: Peter Mussbach, Dirigent: Sylvain Cambreling)
- Festspielhaus Baden-Baden und Salzburger Festspiele 2000: Idomeneo von Wolfgang Amadeus Mozart im Haus für Mozart (Regie: Ursel und Karl Ernst Hermann, Dirigent: Michael Gielen)
- Salzburger Festspiele 2009 (Eröffnungspremiere): Theodora von Georg Friedrich Händel im Großen Festspielhaus (Regie: Christof Loy, Dirigent Ivor Bolton)
- Salzburger Festspiele 2012: Das Labyrinth von Peter von Winter im Hof der Residenz (Regie: Alexandra Liedtke, Dirigent: Ivor Bolton)
- Internationale Mozartwoche, Salzburger Festspiele und Musikfest Bremen 2013: Lucio Silla von Wolfgang Amadeus Mozart im Haus für Mozart und Musiktheater Bremen (Regie: Marshall Pynkoski, Dirigent: Marc Minkowski)
- Internationale Mozartwoche 2014: Orfeo ed Euridice von Christoph Willibald Gluck im Haus für Mozart (Regie: Ivan Alexandre, Dirigent: Marc Minkowski)
- Salzburger Festspiele 2016: West Side Story von Leonard Bernstein in der Felsenreitschule (Regie: Philip Wm. McKinley, Dirigent: Gustavo Dudamel)
- Salzburger Festspiele 2016: The Exterminating Angel von Thomas Adès im Haus für Mozart (Uraufführung; Regie: Peter Cairns, Dirigent: Thomas Ades)
- Salzburger Festspiele 2017: Ariodante von Georg Friedrich Händel im Haus für Mozart (Regie: Christof Loy, Dirigent: Gianluca Capuano)
- Osterfestspiele Salzburg 2018: Tosca von Giacomo Puccini im Großen Festspielhaus (Regie: Michael Sturminger, Dirigent: Christian Thielemann)
- Internationale Mozartwoche 2019: Thamos, König in Ägypten von Wolfgang Amadeus Mozart (Regie: La fura dels baus, Dirigentin: Alondra de la Parra)
- Osterfestspiele Salzburg 2019: Die Meistersinger von Nürnberg von Richard Wagner im Großen Festspielhaus (Regie: Jens-Daniel Herzog, Dirigent: Christian Thielemann)
- Salzburger Festspiele 2019: Alcina von Georg Friedrich Händel im Haus für Mozart (Regie: Damiano Michieletto, Dirigent: Gianluca Capuano)
- Osterfestspiele Salzburg 2022: Lohengrin von Richard Wagner im Großen Festspielhaus (Regie: Jossi Wieler, Dirigent: Christian Thielemann)
- Salzburger Festspiele 2022: De temporum fine comoedia von Carl Orff in der Felsenreitschule (Regie: Romeo Castellucci, Dirigent: Teodor Currentzis)
- Osterfestspiele 2023: Tannhäuser von Richard Wagner im Großen Festspielhaus (Regie: Romeo Castellucci, Dirigent Andris Nelsons)
- Osterfestspiele 2024: La Gioconda von Amilcare Ponchielli (Regie: Oliver Mears, Dirigent: Antonio Pappano)

## Diskografie
- Heinrich Ignaz Franz Biber: Marienvesper. Kym Amps, Christopher Robson, Anton Rosner, Albert Hartinger, Dirigent: Howard Arman (Deutsche Harmonia Mundi 1986/Ars Musici; 2009)
- Musik am Salzburger Fürstenhof, Vol. 2. Gewidmet Wolf Dietrich von Raitenau. Innsbrucker Bläserkreis, Dirigent: Howard Arman (Deutsche Harmonia Mundi; 1987)
- Musik aus dem Stift Wilten. Innsbrucker Bläserkreis, Wiltener Sängerknaben, Dirigent: Howard Arman (Koch Records; 1987)
- Century Classics, Vol. 11, Zur Ehre Gottes 1600–1700. Innsbrucker Bläserkreis; Dirigent: Howard Arman (Deutsche Harmonia Mundi; 1998)
- Johann Sebastian Bach: Kantaten BWV 82 „Ich habe genug“, BWV 158, „Der Herr sei mit Dir“ und BWV 56 „Ich will den Kreuzstab gerne tragen“. Matthias Goerne, Camerata Salzburg, Dirigent: Roger Norrington (Decca; 1999)
- Johann Michael Haydn: Requiem und Wolfgang Amadeus Mozart: Davide Penitente. Mit Iride Martinez, Anna Bonitatibus, Christoph Strehl, Luca Pisaroni, Mozarteumorchester Salzburg, Dirigent: Ivor Bolton (Oehms Classics, live; 2004)
- Joseph Haydn: Die Jahreszeiten. Miah Persson, John Mark Ainsley, David Wilson-Johnson, Mozarteumorchester Salzburg, Dirigent: Ivor Bolton (Oehms Classics, Live; 2005)
- Joseph Haydn: Die Schöpfung. Mit Miah Persson, Topi Lehtipuu, David Wilson-Johnson, Mozarteumorchester Salzburg, Dirigent: Ivor Bolton (Oehms Classics, Live; 2006)
- Wolfgang Amadeus Mozart: Idomeneo /DVD. Ramón Vargas, Magdalena Kozená, Ekaterina Siurina, Anja Harteros, Jeffrey Francis, Camerata Salzburg, Dirigent: Roger Norrington (Decca; 2006)
- Hector Berlioz: L’Enfance du Christ. Ed Lyon, David Wilson-Johnson, Mireille Delunsch, Masashi Tsuji, William Dazeley, Mozarteumorchester Salzburg; Dirigent: Ivor Bolton (Oehms Classics, Live; 2007)
- G. F. Händel: Theodora. DVD und Blu-ray Disc. Christine Schäfer, Bejun Mehta, Joseph Kaiser, Johannes Martin Kränzle, Bernarda Fink, Ryland Davies, Freiburger Barockorchester; Dirigent: Ivor Bolton (C-Major-Entertainment)
- Pater noster: Geistliche Chormusik aus fünf Jahrhunderten. Werke von Jacobus Gallus, Heinrich Schütz, Francis Poulenc, Giuseppe Verdi, Franz Liszt, Anton Bruckner, Alfred Schnittke, Edvard Grieg, Wolfram Wagner, Maurice Duruflé, Gustav Holst, Herwig Reiter und Benjamin Britten; Salzburger Bachchor a cappella, Dirigent: Alois Glaßner (Oehms Classics; 2014)
- G. F. Händel: Messiah. Live-Aufnahme des Osterkonzerts 2016 in Klosterneuburg. Hanna Herfurtner, Gaia Petrone, Michael Schade, Christian Immler, Bach Consort Wien, Dirigent: Rubén Dubrovsky (Gramola; 2016)
- Rejoice: Musik für Chor und Orgel. Werke von Charles Stanford, Arvo Pärt, James MacMillan, Herbert Howells, Olivier Messiaen, Charles Ives und Benjamin Britten. Bachchor Salzburg, Orgel: Wolfgang Kogert, Dirigent: Alois Glaßner (Gramola; 2018)
- Antonio Vivaldi: Stabat mater, Gloria. Und andere Werke. Hanna Herfurtner, Joowon Chung, Andreas Scholl, Bach Consort Wien, Dirigent: Rubén Dubrovsky (Gramola; 2018)
- Wolfgang Amadeus Mozart, Georg Friedrich Haas: Requiem KV 626 (Fragment), Sieben Klangräume zu den unvollendeten Fragmenten des Requiems von W. A. Mozart. Genia Kühmeier, Dame Sarah Conolly, Topi Lehtipuu, Alastair Miles, Mozarteumorchester Salzburg; Dirigent: Ivor Bolton (Live-Mitschnitt, ORF 2005. Stiftung Mozarteum Salzburg, belvedere edition; 2018)
- Richard Wagner: Die Meistersinger von Nürnberg, Live-Aufnahme der Osterfestspiele Salzburg 2019. Mit u. a. Georg Zeppenfeld, Vitalij Kowaljow, Iurie Ciobanu, Günter Haumer, Adrian Eröd, Levente Páll, Markus Miesenberger, Staatskapelle Dresden, Sächsischer Staatsopernchor Dresden, Bachchor Salzburg, Dirigent: Christian Thielemann (Unitel Edition; 2019)
- Joseph Haydn: Il ritorno di Tobia. Anna Bonitatibus, Lucy Crowe, Neal Davies, Mauro Peter, Bettina Ranch, Bachchor Salzburg, Mozarteum-Orchester Salzburg, Dirigent: Ivor Bolton (Sony Classical; 2019)
- It's Christmas. Weihnachtsmusik aus aller Welt. Jonas Kaufmann, St. Florianer Sängerknaben, Bachchor Salzburg, Mozarteumorchester Salzburg, Dirigent: Jochen Rieder, Florian Pedarnig, Till Brönner, Cologne Studio Band, Dirigent: Wieland Reißmann (Sony Classical; 2020)